# Le Mystère du château maudit
Pour plus de détails, voir Fiche technique et Distribution.

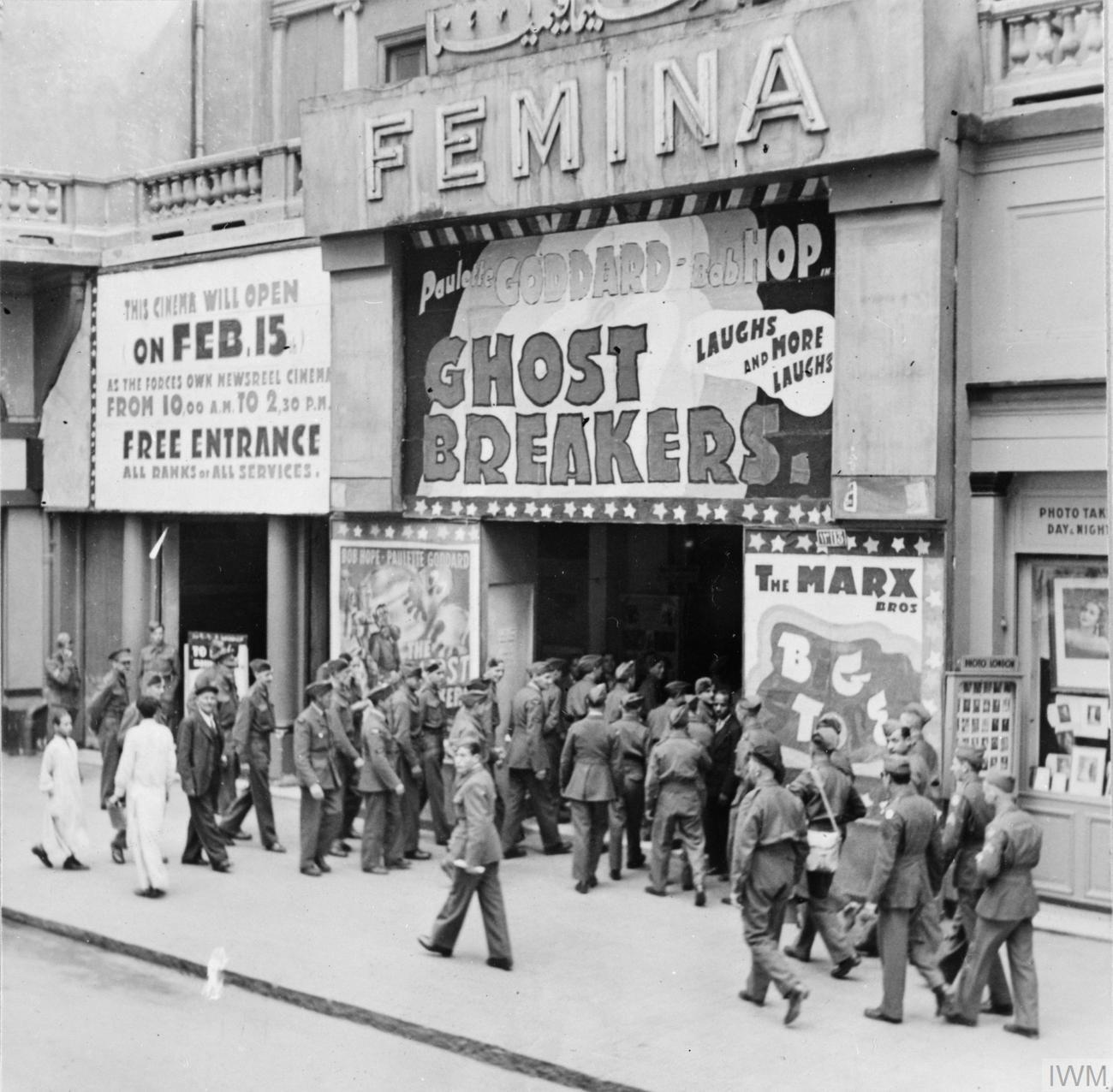
En 1943, groupe de militaires britanniques entrant dans le cinéma Femina du Caire en Égypte, tandis que The Ghost Breakers y est à l'affiche.

Le Mystère du château maudit (titre original : The Ghost Breakers) est un film américain réalisé par George Marshall, sorti en 1940.

## Synopsis
D'un parent  éloigné, Mary hérite d'un ancien château sur l'île luxuriante de Cuba. Ce manoir est inhabité depuis des années, et les insulaires ne s'en approchent pas en raison des récits d'incidents terrifiants qui s'y seraient déroulés. Mary n'accorde aucun crédit à ces légendes de fantômes errant dans la maison. Accompagnée du jeune Larry Lawrence, elle arrive à Cuba. Au milieu d'apparitions de fantômes et de cercueils découverts, ils vont découvrir la vérité.

## Fiche technique
- Titre : Le Mystère du château maudit
- Titre original : The Ghost Breakers
- Réalisation : George Marshall
- Scénario : Walter DeLeon d'après la pièce The Ghost Breaker de Paul Dickey (en) et Charles Goddard (en)
- Production : Arthur Hornblow Jr. et William LeBaron producteur exécutif (non crédité)
- Société de production et de distribution : Paramount Pictures
- Photographie : Charles Lang
- Montage : Ellsworth Hoagland
- Musique : Ernst Toch et Victor Young (non crédité)
- Direction artistique : Hans Dreier et Robert Usher
- Costumes : Edith Head
- Pays d'origine :  États-Unis
- Langue : Anglais
- Format : Noir et blanc — 35 mm — 1,37:1 — Son : Mono (Western Electric Mirrophonic Recording)
- Genre : Comédie policière
- Durée : 85 min
- Dates de sortie :
  - États-Unis : 7 juin 1940 (Detroit, Michigan) (première)
  - États-Unis : 21 juin 1940
  - France : 9 juillet 1947
- Affiche : Jacques Bonneaud (France)

## Distribution
- Bob Hope (VF : Serge Lhorca) : Larry Lawrence (Lawrence Lawrence en VF)
- Paulette Goddard (VF : Madeleine Briny) : Mary Carter
- Richard Carlson (VF : Maurice Dorléac) : Geoff Montgomery
- Paul Lukas (VF : Georges Chamarat) : Parada
- Willie Best : Alex
- Pedro de Cordoba (VF : Jacques Berlioz) : Havez
- Virginia Brissac : Mère Zombie
- Noble Johnson : le Zombie
- Anthony Quinn : Ramon Mederes/Francisco Mederes
- Tom Dugan : Raspy Kelly
- Paul Fix (VF : Henri Ebstein) : Frenchy Duval
- Lloyd Corrigan : Martin

Et, parmi les acteurs non crédités :
- Robert Elliott (VF : Robert Dalban) : lieutenant Murray
- Douglas Kennedy : Interne
- Dolores Moran : fille au Las Palmas
- Robert Ryan : stagiaire